# كوتارو ناكاأو
كوتارو ناكاأُو (باليابانية: 中尾 幸太郎) (8 يونيو 1969 في ناغاساكي في اليابان – )؛ هو لاعب كرة قدم ياباني سابق كان يلعب كمدافع.

## وصلات خارجية
- كوتارو ناكاأو على موقع رابطة كرة القدم اليابانية للمحترفين (اليابانية)
- كوتارو ناكاأو على موقع عالم كرة القدم.نت (الإنجليزية)